# Gosairhat
Gosairhat è un sottodistretto (upazila) del Bangladesh situato nel distretto di Shariatpur, divisione di Dacca. Si estende su una superficie di 196,72 km² e conta una popolazione di 157.665 abitanti (dato censimento 1991).